# WASP-132
WASP-132とは、地球からおおかみ座の方向に約 403光年 (124パーセク) 離れた位置に存在する恒星である。この恒星の周囲を3つの太陽系外惑星が公転していることが知られている。見かけの等級は11.938で、地球から肉眼で目視することはできないが、口径 60 mm の望遠鏡を使用すると、オレンジがかった恒星として観測できる。

## 特徴
| 太陽 | WASP-132  |
| ---- | --------- |
| 太陽 | Exoplanet |

WASP-132はK型主系列星であり、スペクトルはK4Vに分類されている。有効温度は 4,714 K (4,441 °C; 8,026 °F) である。半径と質量はともに太陽の約4分の3の大きさで、光球から太陽の約4分の1の明るさを放射している。WASP-132は金属の量が豊富で、金属量（Fe/H）は 0.18±0.12 dex である。推定年齢は 32±5 億年から 72+43
−44 億年まででバラつきがあり、出版物によって大きく異なっている。自転速度も同様で、提示された値は 0.90±0.80 km/s から 3.3±0.6 km/s までバラつきがある。
2017年に、ホットジュピターである太陽系外惑星（b）がWASP-132の周囲を公転していることが発見され、その後、2022年にはホット・スーパーアース（c）、2024年にはコールド・スーパージュピター（d）が発見された。WASP-132はdの発見により、WASP-47と並んで、主星の近くを公転するホットジュピターとそれよりはるか遠くを公転する惑星の両方を持つ数少ない恒星の1つとなった。

## 惑星系
| 名称 （恒星に近い順） | 質量               | 軌道長半径 （天文単位） | 公転周期 (日)                     | 軌道離心率          | 軌道傾斜角        | 半径                  |
| --------------------- | ------------------ | ----------------------- | --------------------------------- | ------------------- | ----------------- | --------------------- |
| c                     | 6.26+1.84 −1.83 M⊕ | 0.01833±0.00079         | 1.01153624+0.00000093 −0.00000086 | —                   | 88.82+0.67 −0.69° | 1.841+0.094 −0.093 R⊕ |
| b                     | 0.428±0.015 MJ     | 0.0674±0.0029           | 7.1335164±0.0000019               | 0.0163+0.069 −0.067 | 89.46+0.13 −0.11° | 0.901±0.038 RJ        |
| d                     | ≥5.16±0.52 MJ      | 2.71±0.12               | 1816.6±44.4                       | 0.120±0.078         | —                 | —                     |

### WASP-132b
2017年、WASP-132bの発見は、他の6つのホットジュピターの発見とともに発表された。WASP-132bは、南アフリカ天文台（SAAO）のスーパーWASPが2006年5月から2012年6月の間にトランジット法を用いて取得した観測データの分析によって発見され、その後、2014年3月から2016年3月の間に行われたレオンハルト・オイラー望遠鏡のCORALIE分光器によるドップラー分光法を用いた観測と2014年5月5日のTRAPPISTによるトランジット法を用いた観測で確認された。
WASP-132bはホットジュピターとしては比較的小さく、質量は木星の半分以下、半径は10%小さい。主星の暗さにより、発見当時はスーパーWASPが発見したホットジュピターの中で2番目に温度が低く、平衡温度は 763±16 K（490 °C; 914 °F）であった。これより低温な惑星はWASP-59bのみで、平衡温度は 670±35 K（397 °C; 746 °F）である。

### WASP-132c
2019年に実施されたTESSによる観測から、1.01153日 (24.277 h) ごとにトランジットが発生していることが判明し、地球の1.85倍の大きさを持つ惑星WASP-132cによって引き起こされていることが2022年に確認された。CORALIEによる観測で保存されていた視線速度データとその後のHARPSによる観測で、WASP-132cの質量は約 6.26+1.84
−1.83 M⊕ で、これは 5.47+1.96
−1.71 g.cm-3 の密度に相当し、地球のような組成と一致している。
WASP-132cの存在は、近くのWASP-132bがほとんどのホットジュピターが形成される方法である高離心率移動によって形成された可能性が低いことを示唆している。この方法では、雪線の外側で形成された巨大惑星が重力の摂動により離心率の高い軌道になり、惑星が恒星に接近する。その後、時間が経過するにつれて、軌道は元の軌道よりもずっと内側の軌道に変化し、円状に近づいていく。WASP-132系では巨大惑星であるWASP-132bがこの方法で形成された場合、その重力の影響で軌道付近の他の天体が排除されるため、WASP-132cは現在の軌道を持っていなかったとされる。そのため、WASP-132bはこの方法で形成された可能性は低いとみられている。

### WASP-132d
2024年6月、軌道長半径が2.71 au 、公転周期が1800日（4.9年）である新たな惑星WASP-132dの発見が報告された。これは、WASP-132bやWASP-132cよりもはるかに主星から遠く、太陽系の小惑星帯の位置とほぼ同じである。WASP-132dは、他の2つの惑星によって引き起こされるロシター効果を考慮したCORALIEおよびHARPSによるドップラー分光法（視線速度法とも呼称される）によって発見された。この惑星の最小質量は5.16 MJ であり、スーパージュピターであるとみなされている。

## 伴星の可能性
惑星WASP-132dの発見論文では、CORALIEのドップラー分光法を用いた観測で得られた観測データによると主星からはるか遠くに未知の天体が存在する可能性があるとしている。仮にそのような天体が実際に存在するのであれば、その最小質量はおよそ18.5 MJ で、褐色矮星または低質量星である可能性があり、18年を超える公転周期を持っているとされている。